# Jonathan Burkardt
Jonathan Michael Burkardt (Darmstadt, 11 de julio de 2000) es un futbolista alemán. Juega de delantero y su equipo es el Eintracht Fráncfort de la Bundesliga.

## Biografía
Burkardt llegó desde Darmstadt 98 al centro de entrenamiento juvenil del Mainz 05 en 2014 y estuvo activo en la Bundesliga sub-17 y Bundesliga sub-19 para el equipo de Mainz.
En junio de 2018, el delantero de 17 años recibió un contrato profesional que se extenderá inicialmente hasta 2020. Participó en el campo de entrenamiento de verano de los profesionales y finalmente hizo su debut en la Bundesliga el 15 de septiembre de 2018 en una victoria por 2-1 en el partido en casa del Mainz 05 contra el F. C. Augsburgo.
Al final de la temporada había jugado cuatro partidos de la Bundesliga; también había jugado dos veces para el equipo de Mainz en la Regionalliga Südwest. Hasta el final de la temporada 2018/19, todavía era elegible para jugar para el equipo juvenil de Mainz y también fue utilizado allí. En la temporada 2020/21 será utilizado habitualmente en la Bundesliga.
Su contrato se extiende hasta 2022.

## Selección nacional
Jugó en los equipos inferiores de la Federación Alemana de Fútbol desde la sub-15 y compareció con la sub-21 en la Eurocopa Sub-21 de 2021.
El 11 de octubre de 2024 hizo su debut con la selección de Alemania en un encuentro de la Liga de Naciones de la UEFA 2024-25 frente a Bosnia y Herzegovina que ganaron por uno a dos.

## Estadísticas

### Clubes
Actualizado al último partido disputado el 17 de mayo de 2025.
| Club                          | Div.          | Temporada     | Liga  | Liga  | Liga  | Copas | Copas | Copas | Internacional | Internacional | Internacional | Total | Total | Total | Media goleadora |
| Club                          | Div.          | Temporada     | Part. | Goles | Asist | Part. | Goles | Asist | Part.         | Goles         | Asist         | Part. | Goles | Asist | Media goleadora |
| ----------------------------- | ------------- | ------------- | ----- | ----- | ----- | ----- | ----- | ----- | ------------- | ------------- | ------------- | ----- | ----- | ----- | --------------- |
| F. S . V. Mainz 05 · Alemania | 1.ª           | 2018-19       | 4     | —     | —     | —     | —     | —     | —             | —             | —             | 4     | 0     | 0     | 0               |
| F. S . V. Mainz 05 · Alemania | 1.ª           | 2019-20       | 8     | 1     | —     | 1     | —     | —     | —             | —             | —             | 9     | 1     | 0     | 0.11            |
| F. S . V. Mainz 05 · Alemania | 1.ª           | 2020-21       | 29    | 2     | —     | 2     | —     | 1     | —             | —             | —             | 31    | 2     | 1     | 0.06            |
| F. S . V. Mainz 05 · Alemania | 1.ª           | 2021-22       | 34    | 11    | 3     | 3     | 3     | 1     | —             | —             | —             | 37    | 14    | 4     | 0.38            |
| F. S . V. Mainz 05 · Alemania | 1.ª           | 2022-23       | 11    | 1     | 2     | 1     | —     | —     | —             | —             | —             | 12    | 1     | 2     | 0.08            |
| F. S . V. Mainz 05 · Alemania | 1.ª           | 2023-24       | 21    | 8     | 2     | —     | —     | —     | —             | —             | —             | 21    | 8     | 2     | 0.38            |
| F. S . V. Mainz 05 · Alemania | 1.ª           | 2024-25       | 29    | 18    | 2     | 1     | 1     | —     | —             | —             | —             | 30    | 19    | 2     | 0.63            |
| F. S . V. Mainz 05 · Alemania | Total club    | Total club    | 136   | 41    | 9     | 8     | 4     | 2     | 0             | 0             | 0             | 144   | 45    | 11    | 0.31            |
| Total carrera                 | Total carrera | Total carrera | 136   | 41    | 9     | 8     | 4     | 2     | 0             | 0             | 0             | 144   | 45    | 11    | 0.31            |
| 1.                            |               |               |       |       |       |       |       |       |               |               |               |       |       |       |                 |

## Palmarés

### Títulos internacionales
(*) Incluyendo la selección.
| Título            | Equipo *          | Sede                | Año  |
| ----------------- | ----------------- | ------------------- | ---- |
| Eurocopa (sub-21) | Alemania (sub-21) | Hungría · Eslovenia | 2021 |